# O'Fallon (Missouri)
O'Fallon je město v St. Charles County v Missouri, ve Spojených státech amerických. Ve městě žije přibližně 91 tisíc obyvatel, jde o 7. nejlidnatější město ve státě. Město má rozlohu 75,63 km². Z toho 0,03 km² tvoří vodní plochy.
Město založil v roce 1856 Nicolas Krekel.